# Léo Natel
Leonardo Natel Vieira (Porto Alegre, 14 de março de 1997), mais conhecido como Léo Natel, é um futebolista brasileiro que atua como ponta-esquerda. Atualmente, joga pelo Novorizontino.

## Carreira

### Benfica
Iniciou sua carreira profissional ainda jovem no Benfica, após ser levado por um empresário para fazer testes em Lisboa, em um clube amador. Após um mês de avaliação, acabou chamando a atenção do gigante português.

### São Paulo
Em julho de 2016, foi emprestado ao São Paulo, onde foi eleito o melhor jogador do Campeonato Brasileiro sub-20 ao fim da temporada. No mesmo ano, conquistou a Copa do Brasil Sub-20. Em 14 de março de 2017, foi promovido ao profissional pelo técnico Rogério Ceni para uma partida da Copa do Brasil contra o ABC.
Em maio, ele assinou definitivamente com o São Paulo pelo valor de 135 mil euros, fazendo sua estreia pela equipe na derrota por 1–0 contra a Ponte Preta.
Após o período de empréstimo no Chipre acabar, voltou ao Brasil, onde realizou treinamentos em horários alternativos, e seu futuro foi decidido ao término do Campeonato Brasileiro 2019. No fim de 2019, considerando seu longo período de inatividade e propostas recusadas pelo São Paulo de times europeus, Léo, acabou encerrando sua passagem pelo tricolor paulista.

### Fortaleza
Em 9 de dezembro de 2017, foi emprestado ao Fortaleza para a temporada de 2018, por pedido especial de Rogério Ceni. Em 2 de maio de 2018, seu contrato de empréstimo foi rescindido.

### APOEL
Em 14 de junho de 2018, foi emprestado para o APOEL por um ano. Defendendo o clube do Chipre, teve novamente uma boa temporada, conquistando o campeonato nacional, o seu primeiro como profissional.

### Corinthians
Assinou um pré-contrato de 4 anos com o Corinthians, enquanto ainda estava no São Paulo, saindo assim de graça do time tricolor em menos de seis meses. Em julho de 2020, foi apresentado pelo clube paulista. Fez sua estreia com a camisa do Corinthians no dia 02 de agosto de 2020, em uma vitória por 1–0 contra o Mirassol, na Neo Química Arena, pela semifinal do Campeonato Paulista 2020. O aleta entrou aos 45 minutos do segundo tempo, no lugar de Mateus Vital. Marcou seu primeiro gol pelo time alvinegro no dia 20 de agosto de 2020, em uma vitória por 3–1 contra o Coritiba, na Neo Química Arena, pelo Campeonato Brasileiro 2020.
Em 20 de agosto de 2022, após retornar de empréstimo em junho, foi reintegrado ao elenco para o restante da temporada. Voltou a jogar pelo Corinthians no dia 21 de agosto, na derrota para o Fortaleza por 1–0, no Castelão, pelo Campeonato Brasileiro 2022. Em 1 de julho de 2023, retornou de empréstimo.

### Retorno ao APOEL
Em 31 de agosto de 2021, foi liberado para o APOEL por empréstimo até o meio de 2022. Em 3 de junho de 2022, se despediu do clube europeu, após o mesmo não exercer a compra do atleta. Encerrou sua passagem pelo futebol cipriota com 29 jogos, marcando 6 golos e dando 5 assistências.

### Casa Pia
Em 27 de agosto de 2022, foi emprestado ao Casa Pia por um ano, pelo valor de 100 mil euros (cerca de R$ 510 mil), com opção de compra ao final do período. Em 6 de novembro de 2022, Léo Natel sofreu uma grave lesão em Portugal, ele fraturou o perônio, um osso da perna, e rompeu o ligamento do tornozelo. Natel teve de passar por cirurgia no dia 10, com previsão de retorno em 4 meses.

### Pafos FC
Em 31 de julho de 2024, foi anunciado pelo time Pafos FC do Chipre.

### Novorizontino
No dia 5 de fevereiro de 2025, o Novorizontino anunciou a contratação do atacante Léo Natel para a temporada de 2025.

## Estatísticas

### Clubes
Abaixo estão listados todos os jogos, gols e assistências do futebolista por clubes.
| Clube             | Temporada         | Campeonato nacional | Campeonato nacional | Campeonato nacional | Copa nacional[a] | Copa nacional[a] | Copa nacional[a] | Competições continentais[b] | Competições continentais[b] | Competições continentais[b] | Outros torneios[c] | Outros torneios[c] | Outros torneios[c] | Total | Total | Total   |
| Clube             | Temporada         | Jogos               | Gols                | Assist.             | Jogos            | Gols             | Assist.          | Jogos                       | Gols                        | Assist.                     | Jogos              | Gols               | Assist.            | Jogos | Gols  | Assist. |
| ----------------- | ----------------- | ------------------- | ------------------- | ------------------- | ---------------- | ---------------- | ---------------- | --------------------------- | --------------------------- | --------------------------- | ------------------ | ------------------ | ------------------ | ----- | ----- | ------- |
| São Paulo         | 2017              | 1                   | 0                   | 0                   | —                | —                | —                | —                           | —                           | —                           | —                  | —                  | —                  | 1     | 0     | 0       |
| São Paulo         | Total             | 1                   | 0                   | 0                   | —                | —                | —                | —                           | —                           | —                           | —                  | —                  | —                  | 1     | 0     | 0       |
| Fortaleza         | 2018              | 1                   | 0                   | 0                   | —                | —                | —                | —                           | —                           | —                           | 12                 | 2                  | 3                  | 13    | 2     | 3       |
| Fortaleza         | Total             | 1                   | 0                   | 0                   | —                | —                | —                | —                           | —                           | —                           | 12                 | 2                  | 3                  | 13    | 2     | 3       |
| APOEL             | 2018–19           | 26                  | 8                   | 0                   | 3                | 1                | 0                | 2                           | 0                           | 0                           | —                  | —                  | —                  | 31    | 9     | 0       |
| APOEL             | 2021–22           | 24                  | 4                   | 0                   | 5                | 2                | 0                | —                           | —                           | —                           | —                  | —                  | —                  | 29    | 6     | 0       |
| APOEL             | Total             | 50                  | 12                  | 0                   | 8                | 3                | 0                | 2                           | 0                           | 0                           | —                  | —                  | —                  | 60    | 15    | 0       |
| Corinthians       | 2020              | 21                  | 4                   | 1                   | 2                | 0                | 0                | —                           | —                           | —                           | 2                  | 0                  | 0                  | 25    | 2     | 1       |
| Corinthians       | 2021              | 13                  | 0                   | 0                   | 3                | 0                | 0                | 4                           | 0                           | 0                           | 9                  | 0                  | 1                  | 29    | 2     | 1       |
| Corinthians       | 2022              | 1                   | 0                   | 0                   | 0                | 0                | 0                | —                           | —                           | —                           | —                  | —                  | —                  | 1     | 0     | 0       |
| Corinthians       | Total             | 35                  | 4                   | 1                   | 5                | 0                | 0                | 4                           | 0                           | 0                           | 11                 | 0                  | 1                  | 55    | 4     | 2       |
| Casa Pia          | 2022              | 4                   | 0                   | 0                   | —                | —                | —                | —                           | —                           | —                           | —                  | —                  | —                  | 4     | 0     | 0       |
| Casa Pia          | Total             | 4                   | 0                   | 0                   | —                | —                | —                | —                           | —                           | —                           | —                  | —                  | —                  | 0     | 0     | 0       |
| Total na carreira | Total na carreira | 91                  | 16                  | 1                   | 13               | 3                | 0                | 6                           | 0                           | 0                           | 23                 | 0                  | 1                  | 133   | 21    | 5       |

- a. ^ Jogos da Copa do Brasil e Taça Chipre
- b. ^ Jogos da Liga dos Campeões da CONCACAF e Copa Sul–Americana
- c. ^ Jogos do Campeonato Paulista e Campeonato Cearense

## Títulos
APOEL'
- Campeonato Cipriota de Futebol: 2019